# Mark II (танк)
Mark II — английский тяжелый танк времен Первой мировой войны. Он представлял собой дальнейшее развитие Mark I (имел незначительные улучшения по сравнению с Mark I, например, были убраны задние колёса).

## История создания
Изготовлением танка с декабря 1916 года занимались компании William Foster & Sons Co., Ltd на фабрике в Линкольне, Ист-Мидлендс, и Metropolitan Carriage, Wagon & Finance Co Ltd на фабрике в Олдбери, Уэст-Мидлендс. Различия между танками произведенными этими двумя компаниями были незначительными.
Наиболее важным отличием было то, что этот танк использовался только для учебных целей. Были предусмотрены дополнительные бронелисты, которые крепились к корпусу. 20 танков были отправлены во Францию,  25 оставалось на полигоне в Дорсет в Великобритании, остальные пять были сохранены для использования в качестве тестовых. 20 танков присоединились к другим Mark I в битве при Аррасе в апреле 1917 года. Немцы смогли пробить броню  Mark I и Mark II из пулемета.

## Сохранившийся экземпляр
Единственный на сегодня сохранившийся экземпляр Mark II находится в танковом музее на юго-западе Англии. Он участвовал в битве при Аррасе в апреле 1917 и получил повреждения.